# Namea callemonda
Namea callemonda is een spinnensoort in de taxonomische indeling van de bruine klapdeurspinnen (Nemesiidae).
Namea callemonda werd in 1984 beschreven door Raven.